# Cory Joseph
Cory Ephram Joseph (Toronto, 20 de agosto de 1991) é um jogador canadense de basquete profissional que atualmente joga no Orlando Magic da National Basketball Association (NBA).
Ele jogou basquete universitário na Universidade do Texas em Austin e foi selecionado pelo San Antonio Spurs como a 29ª escolha geral no draft da NBA de 2011.

## Primeiros anos
Joseph nasceu em Toronto, Ontário, sendo o caçula de quatro filhos de Connie e David Joseph, que nasceu em Trinidad e Tobago. Ele cresceu na cidade vizinha Pickering, em uma família ligada ao basquete; seus pais se conheceram como estudantes-atletas no Mount Royal College enquanto jogavam em seus respectivos times de basquete masculino e feminino. Seu pai ganhou o título nacional da CCAA, jogando pelo Southern Alberta Institute of Technology, e mais tarde treinou equipes do ensino médio, universitário e profissional. Sua mãe treinou e arbitrou em vários níveis. Joseph tem duas irmãs mais velhas, Chantal e Danielle, e um irmão mais velho, Devoe, que jogou na Universidade de Minnesota e na Universidade de Oregon, e atualmente joga profissionalmente na Europa.
Dois primos de segundo grau de Joseph também jogaram basquete universitário: Kris jogou em Syracuse e foi selecionado pelo Boston Celtics na segunda rodada do Draft da NBA de 2012, enquanto Maurice jogou por Michigan State e Vermont, e atualmente é assistente técnico na Universidade Richmond. Outro primo de Joseph, Ashton Khan, também é um jogador profissional de basquete que joga na Liga Britânica de Basquete.

## Carreira no ensino médio
Joseph estudou na Pickering High School em Ajax, Ontário. Ele e seu irmão, Devoe, lideraram o time de basquete da escola ao bi-campeonato de Ontário em 2007 e 2008, derrotando a Eastern Commerce Collegiate Institute em ambos os anos. Seu pai serviu como assistente técnico do time durante esse tempo. Em 2008, ele e Devoe foram selecionados para jogar no All-Canada Classic, que reúne os melhores jogadores do ensino médio no Canadá.
Aos 16 anos, Joseph foi transferido para a Findlay Prep em Henderson, Nevada com Tristan Thompson, seu amigo próximo e companheiro de equipe da AAU. Ele aumentou sua demanda de recrutamento ao liderar a Findlay Prep para o título do ESPN RISE National High School Invitational em 2009, ao lado de Thompson e Avery Bradley. 
Em agosto de 2009, Joseph foi selecionado para jogar no Boost Mobile Elite 24 no Rucker Park. O jogo mostra os 24 melhores jogadores de basquete do ensino médio nos EUA, independentemente da classe de recrutamento.
Em seu último ano, Joseph e Thompson lideraram Findlay Prep para o bi-campeonato do ESPN RISE National High School Invitational. Ele foi nomeado o MVP do torneio. Em 11 de abril de 2010, ele jogou pelo World Select Team no Nike Hoop Summit. O jogo foi realizado no Rose Garden em Portland, Oregon. Doze dias depois, Joseph se comprometeu com a Universidade do Texas em Austin, juntando-se a Thompson.
Ele foi classificado como o 7º melhor jogador da classe pela Rivals.com e como 11º melhor jogador pela ESPNU 100 após ter médias de 18,8 pontos, 4,9 assistências, 6,7 rebotes e 2,5 roubos de bola em seu último ano.

## Carreira universitária

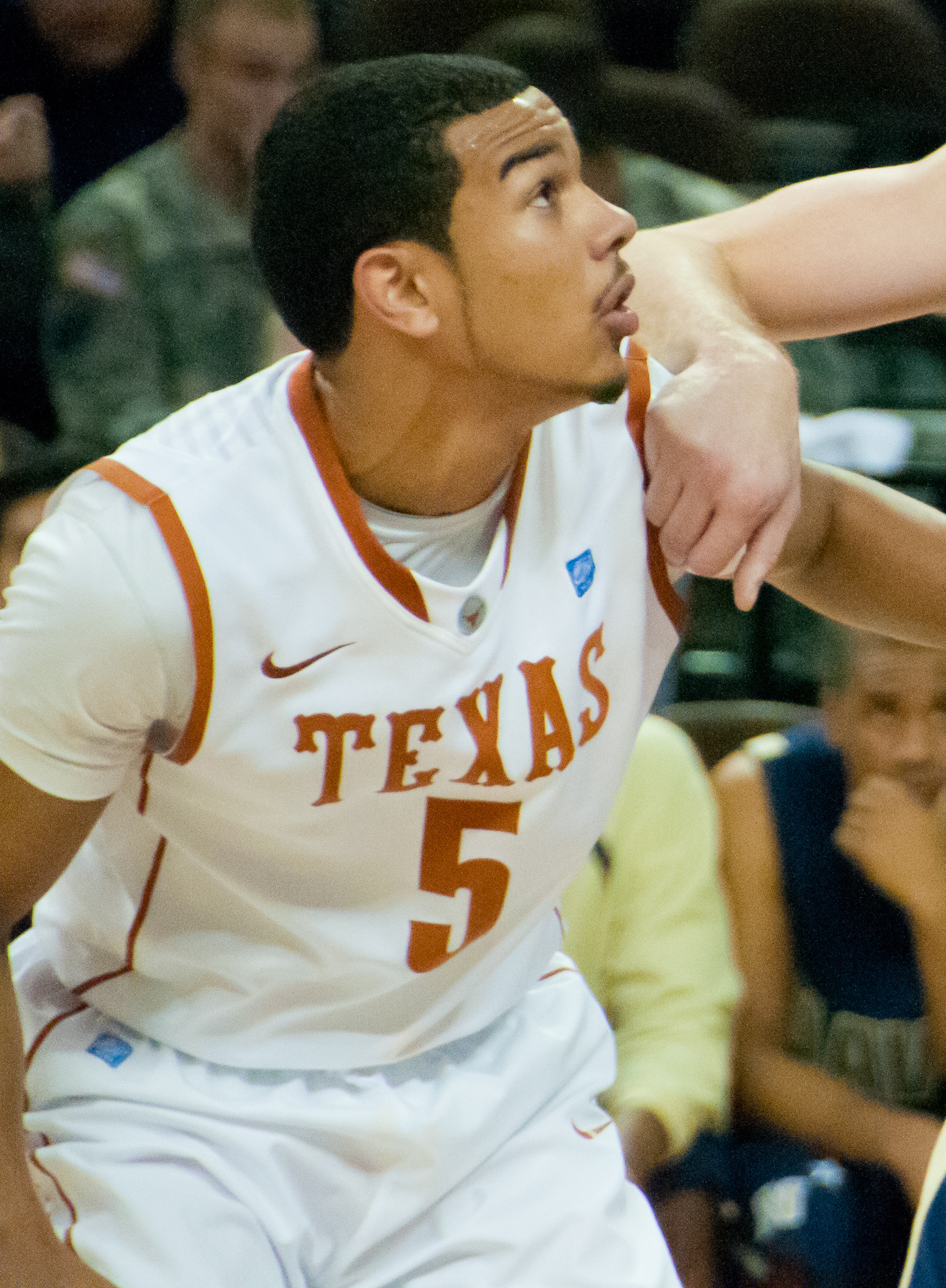
Joseph na Universidade do Texas em 2010

Joseph foi titular em todos os 36 jogos em sua temporada de calouro. Em 18 de dezembro de 2010, ele jogou um de seus melhores jogos, registrando 21 pontos e a cesta da vitória contra North Carolina Tar Heels.
Texas perdeu para Arizona na terceira rodada do Torneio da NCAA com Joseph registrando 6 pontos e 4 assistências. Após o final da temporada, ele se declarou para o Draft da NBA e foi nomeado para a Equipe de Novatos da Big 12.

## Carreira profissional

### San Antonio Spurs (2011–2015)
Em 23 de junho de 2011, Joseph foi selecionado pelo San Antonio Spurs como a 29º escolha geral no Draft da NBA de 2011. O compatriota canadense, Thompson, foi a 4º escolha geral pelo Cleveland Cavaliers. Foi a segunda vez na história da NBA que dois canadenses foram selecionados na primeira rodada do mesmo draft, sendo o primeiro em 1983, quando Leo Rautins e Stewart Granger foram selecionados em 17º e 25º, respectivamente. O Draft de 2011 também foi a primeira vez que três jogadores de basquete da Universidade do Texas em Austin foram selecionados na primeira rodada, depois que o ex-colega de equipe de Joseph, Jordan Hamilton, foi selecionado pelo Dallas Mavericks como a 26º escolha geral.
Durante a temporada de 2011-12 e a temporada de 2012–13, os Spurs designou Joseph para o Austin Toros da G-League. Em 4 de fevereiro de 2013, ele foi selecionado para o All-Star Game da D-League de 2013. No entanto, devido a uma lesão, ele foi substituído por Justin Dentmon.
No final de fevereiro de 2013, Tony Parker sofreu uma lesão e Joseph tornou-se o armador titular dos Spurs. Em suas cinco primeiras partidas, ele teve médias de 8,8 pontos e 2,6 assistências. Joseph ajudou os Spurs a chegar às Finais da NBA de 2013 contra o Miami Heat, mas eles perderam a série em sete jogos.
Em 15 de junho de 2014, Joseph ganhou seu primeiro título da NBA depois que os Spurs derrotaram o Heat por 4-1 nas Finais da NBA de 2014.
Em 30 de junho de 2015, os Spurs deu uma oferta de qualificação a Joseph, a fim de torná-lo um agente livre restrito, mas, em 5 de julho, a equipe retirou sua oferta.

### Toronto Raptors (2015–2017)
Em 9 de julho de 2015, Joseph assinou um contrato de quatro anos e US$ 30 milhões com o time de sua cidade natal, o Toronto Raptors.
Ele fez sua estreia pelos Raptors na abertura da temporada em 28 de outubro de 2015, registrando três pontos e dois rebotes na vitória por 106-99 sobre o Indiana Pacers. Durante seus primeiros jogos com os Raptors, Joseph começou a florescer em seu papel como armador reserva com médias de 23 minutos por jogo. 
Em 6 de novembro de 2015, ele marcou 19 pontos contra o Orlando Magic. Em 28 de novembro de 2015, ele marcou 12 pontos e a cesta da vitória sobre o Washington Wizards por 84-82. Os Raptors terminaram a temporada regular como a segunda melhor campanha na Conferência Leste com um recorde de 56–26. Em 16 de abril de 2016, Joseph marcou 18 pontos em uma derrota para o Indiana Pacers no Jogo 1 da primeira rodada dos playoffs.
Em 17 de janeiro de 2017, Joseph marcou 33 pontos na vitória por 119–109 sobre o Brooklyn Nets. Em 27 de março de 2017, ele teve seu primeiro duplo-duplo com 15 pontos e 13 assistências na vitória por 131-112 sobre o Orlando Magic. Em 7 de maio de 2017, no Jogo 4 da segunda rodada dos playoffs contra o Cleveland Cavaliers, Joseph registrou 20 pontos e 12 assistências ao ser titular no lugar do lesionado Kyle Lowry; os Raptors foram derrotados por 109-102 e foram eliminaram dos playoffs.

### Indiana Pacers (2017–2019)
Em 14 de julho de 2017, Joseph foi negociado com o Indiana Pacers em troca de Emir Preldžić. Em sua estreia pelos Pacers na abertura da temporada em 18 de outubro de 2017, Joseph marcou 11 pontos em uma vitória por 140–131 sobre o Brooklyn Nets.
Em 9 de fevereiro de 2019, ele registrou 10 pontos, 10 assistências e nove rebotes na vitória por 105-90 sobre o Cleveland Cavaliers.

### Sacramento Kings (2019–2021)
Em 6 de julho de 2019, Joseph assinou um contrato de 3 anos e US$37.2 milhões com o Sacramento Kings.
Em 30 de janeiro de 2020, ele registrou 16 pontos, dois rebotes, sete assistências, um roubo de bola e um bloqueio na vitória por 124-103 contra o Los Angeles Clippers.

### Detroit Pistons (2021–2023)
Em 26 de março de 2021, Joseph foi negociado, junto com duas futuras escolhas de segunda rodada do draft, com o Detroit Pistons em troca de Delon Wright.
Em 31 de julho de 2021, Joseph foi dispensado pelos Pistons. Em 11 de agosto de 2021, ele assinou um contrato de 2 anos e US$10 milhões com os Pistons.

### Golden State Warriors (2023–2024)
Em 6 de julho de 2023, Joseph assinou um contrato de 1 ano e US$3.2 milhões com o Golden State Warriors.
Em 8 de fevereiro de 2024, Joseph foi negociado com o Indiana Pacers e foi posteriormente dispensado.

### Orlando Magic (2024–Presente)
Em 19 de julho de 2024, Joseph assinou um contrato de 2 anos e US$6.7 milhões com o Orlando Magic.

## Carreira na seleção

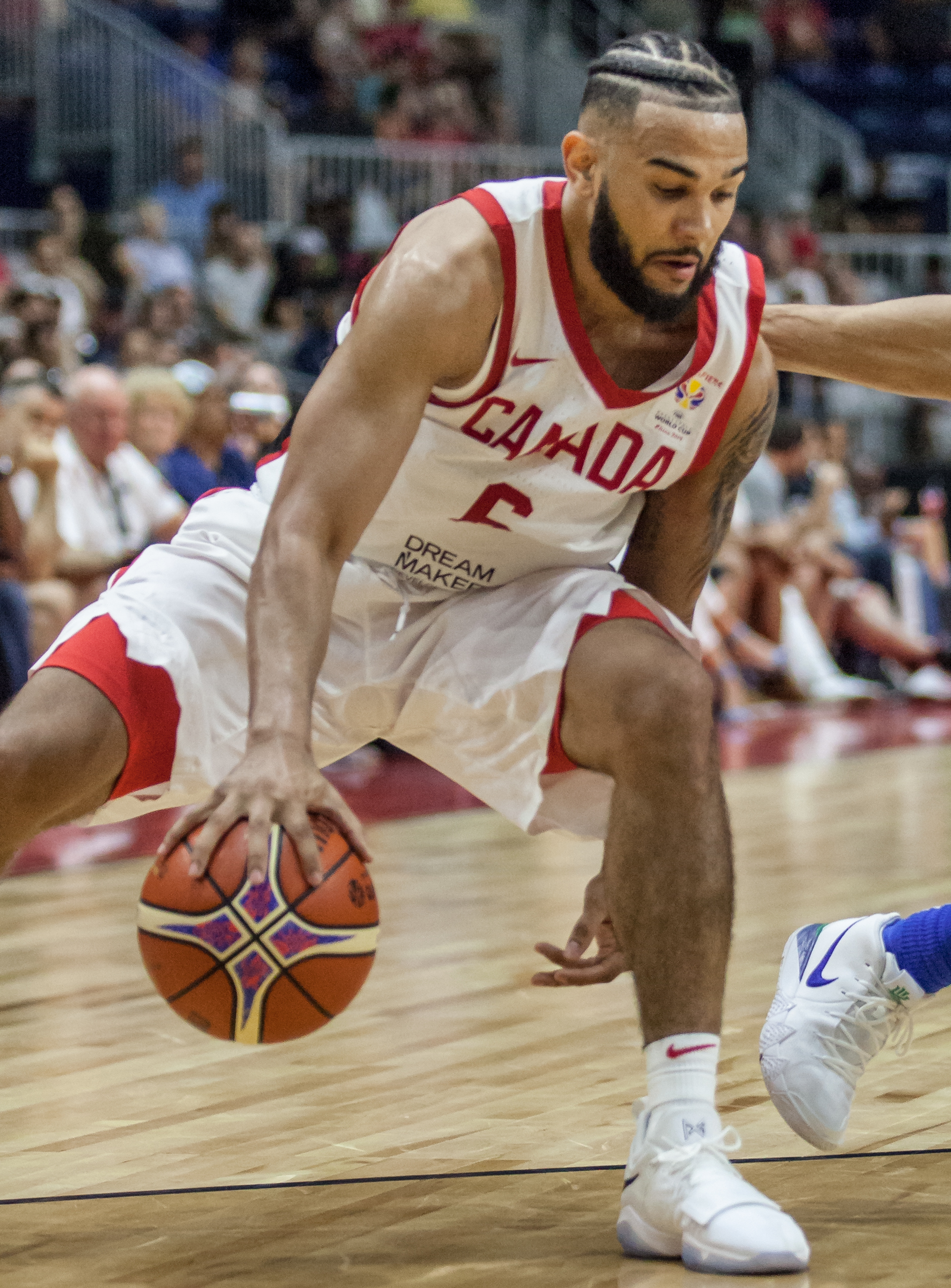
Joseph com a seleção canadense em 2018

Joseph representou a Seleção Canadense na Copa América Sub-18 de 2008, onde a equipe conquistou a medalha de bronze, ficando atrás da Argentina e dos Estados Unidos. Joseph mais uma vez competiu pelo Canadá no Campeonato Mundial Sub-19 de 2009 em Auckland, Nova Zelândia.
Joseph fez sua estreia pela Seleção Canadense no Jack Donohue International Classic de 2011, em 13 de agosto de 2011, na Ryerson University contra a Bélgica. Em sua estreia, ele registrou 3 pontos e 2 assistências em 15 minutos de jogo em uma vitória por 79-74.
Na Copa América de 2013, ele liderou a equipe em pontuação com 16,1 pontos por jogo, jogando ao lado de seu irmão, Devoe. Antes da Copa América de 2015, Joseph foi nomeado capitão da seleção. No jogo pela medalha de bronze contra o México, ele acertou a cesta que deu a vitória ao Canadá . Joseph também jogou pela equipe do Canadá durante a Copa do Mundo de 2019 na China.

## Estatísticas na carreira

### NBA

#### Temporada Regular
| Ano      | Equipe       | PJ  | PT  | MPJ  | AP   | 3P   | LL   | RT  | AS  | BR  | TO | PPJ  |
| -------- | ------------ | --- | --- | ---- | ---- | ---- | ---- | --- | --- | --- | -- | ---- |
| 2011–12  | San Antonio  | 29  | 1   | 9.2  | .314 | .200 | .647 | .9  | 1.2 | .2  | .1 | 2.0  |
| 2012–13  | San Antonio  | 28  | 9   | 13.9 | .464 | .286 | .857 | 1.9 | 1.9 | .5  | .1 | 4.5  |
| 2013–14  | San Antonio  | 68  | 19  | 13.8 | .475 | .316 | .823 | 1.6 | 1.7 | .5  | .2 | 5.0  |
| 2014–15  | San Antonio  | 79  | 14  | 18.3 | .504 | .364 | .734 | 2.4 | 2.4 | .6  | .2 | 6.8  |
| 2015–16  | Toronto      | 80  | 4   | 25.6 | .439 | .273 | .764 | 2.6 | 3.1 | .8  | .3 | 8.5  |
| 2016–17  | Toronto      | 80  | 22  | 25.0 | .452 | .356 | .770 | 3.0 | 3.3 | .8  | .2 | 9.3  |
| 2017–18  | Indiana      | 82  | 17  | 27.0 | .424 | .353 | .745 | 3.2 | 3.2 | 1.0 | .2 | 7.9  |
| 2018–19  | Indiana      | 82  | 9   | 25.2 | .412 | .322 | .698 | 3.4 | 3.9 | 1.1 | .3 | 6.5  |
| 2019–20  | Sacramento   | 72  | 26  | 24.4 | .415 | .352 | .857 | 2.6 | 3.5 | .7  | .3 | 6.4  |
| 2020–21  | Sacramento   | 44  | 2   | 21.5 | .444 | .330 | .766 | 2.3 | 2.5 | .9  | .2 | 6.6  |
| 2020–21  | Detroit      | 19  | 11  | 26.4 | .506 | .368 | .878 | 3.2 | 5.5 | 1.2 | .5 | 12.0 |
| 2021–22  | Detroit      | 65  | 39  | 24.6 | .445 | .414 | .885 | 2.7 | 3.6 | .6  | .3 | 8.0  |
| 2022–23  | Detroit      | 62  | 2   | 19.8 | .427 | .389 | .792 | 1.7 | 3.5 | .6  | .3 | 6.9  |
| 2023–24  | Golden State | 26  | 0   | 11.4 | .359 | .310 | .571 | 1.2 | 1.6 | .2  | .1 | 2.4  |
| Carreira | Carreira     | 816 | 175 | 20.4 | .434 | .330 | .770 | 2.3 | 2.9 | .6  | .2 | 6.6  |

#### Playoffs
| Ano      | Equipe      | PJ | PT | MPJ  | AP   | 3P   | LL    | RT  | AS  | BR  | TO  | PPJ |
| -------- | ----------- | -- | -- | ---- | ---- | ---- | ----- | --- | --- | --- | --- | --- |
| 2013     | San Antonio | 20 | 0  | 9.6  | .464 | .182 | .455  | 1.6 | 1.2 | .3  | .1  | 3.0 |
| 2014†    | San Antonio | 17 | 0  | 5.1  | .486 | .000 | .778  | .5  | .5  | .2  | .0  | 2.8 |
| 2015     | San Antonio | 4  | 0  | 5.5  | .833 | –    | .500  | .3  | .0  | .0  | .3  | 2.8 |
| 2016     | Toronto     | 20 | 0  | 22.6 | .466 | .333 | .750  | 2.1 | 2.4 | .9  | .1  | 8.5 |
| 2017     | Toronto     | 10 | 2  | 21.2 | .437 | .409 | 1.000 | 2.1 | 3.1 | .4  | .2  | 7.9 |
| 2018     | Indiana     | 7  | 0  | 20.4 | .364 | .273 | 1.000 | 2.4 | 3.0 | 1.3 | .3  | 4.7 |
| 2019     | Indiana     | 4  | 0  | 21.3 | .500 | .444 | 1.000 | 1.8 | 1.0 | 1.0 | .0  | 7.5 |
| Carreira | Carreira    | 82 | 2  | 15.1 | .507 | .273 | .783  | 1.5 | 1.5 | 0.5 | 0.1 | 5.3 |

### Universidade
| Ano     | Equipe | PJ | PT | MPJ  | AP   | 3P   | LL   | RT  | AS  | BR  | TO  | PPJ  |
| ------- | ------ | -- | -- | ---- | ---- | ---- | ---- | --- | --- | --- | --- | ---- |
| 2010–11 | Texas  | 36 | 36 | 32.4 | .422 | .413 | .699 | 3.6 | 3.0 | 1.0 | 0.3 | 10.4 |

Fonte: